# Roger Penrose
Sir Roger Penrose (n. 8 august 1931, Colchester, Anglia, Regatul Unit) este un matematician și fizician englez, profesor emerit de matematică la Universitatea Oxford. A fost distins cu Ordinul de Merit al Regatului Unit și este membru al Societății Regale. Este renumit pentru contribuțiile sale în domeniul fizicii matematice, relativității generale și cosmologiei. Pe lângă acestea, își dedică timpul și matematicii recreative și filozofiei. Este fiul omului de știință Lionel S. Penrose și al lui Margaret Leathes, frate al matematicianului Oliver Penrose și al șahistului Jonathan Penrose.
În 2020, a fost distins cu Premiul Nobel pentru Fizică, „pentru descoperirea că formarea de găuri negre este o predicție robustă a teoriei generale a relativității”, alături de Reinhard Genzel și Andrea Ghez.

## Biografie
Penrose a absolvit Colegiul universitar la Londra și a obținut gradul de doctor în filozofie în anul 1957 la Universitatea din Cambridge. Între anii 1957 și 1966, a lucrat la următoarele universități în posturi de cercetare și didactice:
- Londra
- Cambridge
- Princeton (SUA)
- Syracuse (SUA)
- Texas (SUA)

În anul 1966, Penrose a fost numit profesor de matematică aplicată la Birkbeck College, Londra. În anul 1973, a fost ales Rouse Ball Profesor de matematică la Oxford.

## Creația științifică
Penrose a contribuit fundamental la elucidarea proprietăților găurilor negre, care rezultă în urma colapsului materiei din stele mari sub limita razei gravitaționale Schwarzschild (orizontului de evenimente). Penrose și discipolul lui Stephen Hawking au demonstrat teorema conform căreia, sub orizontul evenimentelor în cadrul Relativității generale clasice, se formează o singularitate în care densitatea materiei atinge valori infinite. Penrose a sugerat că astfel de singularități nu pot să fie "goale": ele trebuie să fie ascunse de observatorul extern printr-un orizont de evenimente. Aceasta constituie așa numită ipoteză a cenzurii cosmice a lui Penrose. Aceasta permite izolarea singularităților de tip gaură neagră în Univers, fără a recurge la teoria cuantică. Doar în interiorul găurii negre legile fizicii clasice nu sunt valabile.
În anul 1962, în colaborare cu Paul Newman, a propus un procedeu de descriere a câmpurilor gravitaționale și a interacțiilor câmpurilor fizice cu aceste câmpuri gravitaționale, bazat pe noțiunea de tetradă izotropă, ce constă din 4 vectori luminoși.   
În anul 1969, a descris un proces (numit procesul Penrose), prin care se poate extrage energia dintr-o gaură neagră de rotație (gaură Kerr). Acest proces constă în dezagregarea unei particule (corp) în ergosfera găurii negre în două particule (corpuri), dintre care una cade în interior cu energie negativă, iar alta se îndepărtează de gaură cu un surplus de energie.
În anii ulteriori, Penrose a propus metoda twistor-ilor pentru descrierea câmpurilor gravitaționale și a diferitelor interacții cu aceste câmpuri, rezultatele cărora sunt expuse într-o monografie în colaborare cu W. Rindler. 
Alte lucrări se referă la teoria simetriilor și a cuasicristalelor, la inteligența artificială (cu care intră în conflict), la cosmologie (în colaborare cu Stephen Hawking) pe care o prezintă pe limbajul twistor-ilor. Cărțile lui Roger Penrose au fost traduse în mai multe limbi străine, inclusiv în limba română.

## Legături externe

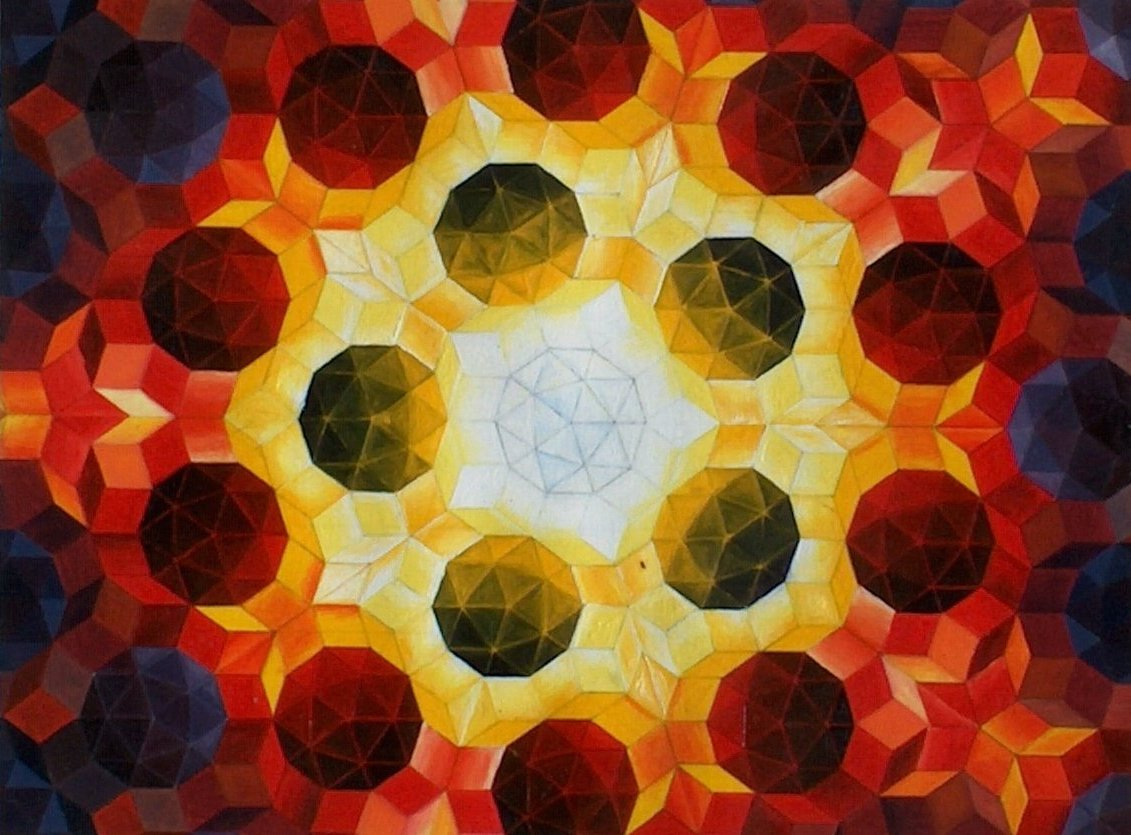
Pictură în ulei de Urs Schmid (1995) ilustrând teoría lui Roger Penrose

## Publicații în bazele de date și biblioteci
- Biblioteca Națională a României
- Bibliophil[nefuncțională]
- Biblus[nefuncțională – arhivă]
- Biblus Arhivat în 5 martie 2016, la Wayback Machine.
- Biblioteca Congresului SUA
- Biblioteca Națională a Italiei[nefuncțională]